# Old Town Transit Center San Diego

Das Old Town Transit Center ist ein Bahnhof und Knotenpunkt des öffentlichen Verkehrs in der kalifornischen Stadt San Diego. Es ist neben dem Santa Fe Depot der zweite Amtrak-Fernbahnhof der Stadt. Daneben halten noch Nahverkehrszüge des NCTD Coaster und zwei Linien des San Diego Trolley am Bahnhof.

## Geschichte
Das Old Town Transit Center wurde 1994 als Amtrak-Haltestelle eröffnet. Zwei Jahre später erfolgte der Anschluss ans Netz des San Diego Trolley.
Seit 2012 erlebt der Bahnhof – unterbrochen während der COVID-19-Pandemie – einen regen Anstieg bei den Amtrak-Reisenden. 2022 nutzen über 176.000 Reisende den Bahnhof.

## Lage
Der Bahnhof liegt im gleichnamigen Stadtteil San Diegos, welcher die erste europäische Besiedelung Kaliforniens war. Nahe beim Bahnhof befindet sich der Old Town San Diego Historic Park, welcher zu den Hauptsehenswürdigkeiten der Metropole zählt.

## Verkehr
Eisenbahn
Das Old Town Transit Center wird von den meisten Zügen des Amtrak-Pacific Surfliner mit mehreren unterschiedlichen Zugläufen zwischen San Luis Obispo, Santa Barbara und Los Angeles beziehungsweise San Diego bedient. Dazu kommen die Vorortszüge des NCTD Coaster zwischen San Diego und Oceanside.
San Diego Trolley
Das Old Town Transit Center ist an zwei Linien des Light rail-Systems des San Diego Trolley angebunden. Die Blue Line verbindet das Westfield UTC Shopping Center in La Jolla via Old Town Transit Center, Santa Fe Depot und Downtown mit dem Stadtteil San Ysidro an der mexikanischen Grenze. Die Green Line wiederum führt von Santee via Old Town Transit Center und Santa Fe Depot ins Gaslamp Quarter.
Busverkehr
Der Bahnhof verfügt über 21 Bussteige, von denen diverse Stadtbuslinien verkehren, aber auch Flixbus-Fernbusse und Shuttlebusse zum Flughafen.